# Fenfushi (Alif Dhaal-atol)
Fenfushi is een van de bewoonde eilanden van het Alif Dhaal-atol behorende tot de Maldiven.

## Demografie
Fenfushi telt (stand maart 2007) 380 vrouwen en 426 mannen.